# T-mobilitat

Disseny de la targeta T-mobilitat

T-mobilitat és un sistema tarifari del transport públic per a la província de Barcelona, promogut per la Generalitat de Catalunya, que integra tots els títols de transport en un únic suport intel·ligent.
Segons els promotors, aquest sistema ha d'afavorir la utilització del transport públic amb descomptes per ús, adaptant el preu del transport públic a la mobilitat real de cada ciutadà i permetent a l'usuari decidir el sistema de pagament del seu transport, ja sigui prepagament, domiciliació bancària del rebut, recàrrega per Internet, etc. Des del 2023, el sistema substitueix les targetes de prepagament T-Jove i T-16 i conviu amb la T-Casual i T-Usual. En un futur, ha de repensar el sistema de corones tarifàries.
La implantació del projecte ha sofert diversos endarreriments i ha estat carregada de polèmica pels sobrecostos i la falta de transparència i de seguretat. La previsió inicial era que s'iniciés la fase de proves el 2015 per entrar en servei de manera progressiva durant el 2016, però la implementació no va començar fins al 2022. Tot i això, prèviament es van dur a terme diferents proves amb aquest nou sistema, les últimes durant el Mobile World Congress 2021 i de juny a setembre d'aquest mateix any.

## Precedents
El 2001 el transport públic de l'Àrea Metropolitana de Barcelona es va veure afectat quan es van integrar tot el sistema de facturació en un sol tipus de bitllet. Abans el metro de Barcelona, rodalia i ferrocarrils tenien sistemes tarifaris separats i independents, i no es podia reaprofitar el bitllet si es feia un transbordament entre tipus de transport. Aquesta integració va suposar una veritable revolució en la concepció mateixa del transport públic a Catalunya. El sistema de tarifació es va establir mitjançant un mapa de corones concèntriques. A poc a poc aquest sistema es va anar implantant en altres àrees metropolitanes de Catalunya. L'octubre de 2013 el Consell Executiu del Govern de la Generalitat va aprovar l'inici del diàleg competitiu de la T-mobilitat, pas previ a la licitació d'un nou instrument tecnològic que permetrà al ciutadà disposar d'una única targeta per a tots els seus desplaçaments. L'objectiu és transformar els 84 abonaments existents el 2014 (16 títols per sis zones de transport) en un nou sistema únic. El projecte es basa en la targeta Oyster, ja existent a la ciutat de Londres, que el 2014 també es trobava en període d'adaptació a noves tecnologies de tipologia contactless.

## Concurs públic
La proposta d'implantació d'aquest projecte T-mobilitat es du a terme mitjançant la participació del sector privat a través d'un concurs públic internacional amb diàleg competitiu. L'objecte bàsic de la contractació s'estructura en dues parts:
- L'adquisició i instal·lació de tot el maquinari i programari a totes les empreses que conformen l'actual sistema tarifari integrat de l'àrea de Barcelona: 74 empreses de transport (TMB, FGC, Rodalies de Catalunya, TRAM, TUSGSAL, BaixBus, Sagalés, Sarbús, TUS, TMESA, etc.), 326 estacions ferroviàries, 2.573 autobusos, 7.846 validadores i 1.338 màquines de venda de targetes de transport.
- L'establiment d'un sistema d'informació pensant en el ciutadà amb la creació de dos nous centres de treball: el Centre d'Atenció al Client, que prestarà servei les 24 h els 365 dies de l'any, donant informació, gestionant incidències com la pèrdua de targeta o el post-pagament; i el Centre de Gestió de la Informació del Transport, que d'una manera global, informarà en temps real del funcionament de l'oferta de transport públic integrada a tot el territori català.[1]

L'import estimat de la inversió inicial és de seixanta milions d'euros. El cost econòmic del projecte serà absorbit pel sistema a través de l'augment d'ingressos que generarà l'increment de la demanda, la reducció del frau i la publicitat, i per la reducció de costos intrínseca al nou sistema. Es preveu doncs que la contractació de la T-mobilitat no comportarà cap despesa pressupostària ni tampoc suposarà un increment de tarifes per a l'usuari del transport.
El calendari previst d'implantació de la T-mobilitat s'inicià el 2013 amb la publicació de la licitació als diaris oficials. El primer pas és una primera tria -entre tots els interessats en la licitació- de les empreses amb capacitat per poder optar al concurs, d'acord amb uns requeriments mínims de solvència tècnica, econòmica i financera, amb els quals es realitzarà el diàleg competitiu. Finalment, es conformarà els plecs tècnics definitius convidant-los a presentar la seva oferta. La previsió d'adjudicació del contracte és a finals del primer semestre de l'any 2014. A partir d'aquell moment s'iniciaran totes les tasques de substitució del maquinari i programari per disposar de la primera targeta T-mobilitat al llarg de l'any 2015.

## Candidatures
Diversos consorcis o grups empresarials es van mostrar interessats pel projecte. Inicialment van mostrar el seu interès:
- Un grup format per IBM i Telvent
- Consorci format per Ricoh i Mastercard
- Consorci format per CaixaBank, Fujitsu, Indra i Moventia (Sarbus)
- Opencat: Consorci format per 10 operadors de transport de viatgers (Alsa, Canals, Sagalés, Teisa, TUSGSAL…) amb el suport tecnològic de IECISA (Informàtica El Corte Inglés), Etra i Xerox.[8]

Després d'una mostra d'interès per part d'aquests 4 grups empresarials, només 2 empreses es van presentar al concurs públic, una formada per CaixaBank i una altra formada per El Corte Inglés. El període de presentació de candidatures va acabar el 22 de juliol de 2014, i el plec de condicions s'havia decidit mitjançant el sistema de diàleg competitiu. L'agost de 2014 es va fer públic que l'única candidatura ferma era la del grup format per CaixaBank, Fujitstu, Indra et al. La Generalitat va plantejar el contracte per un període de 13-15 anys, per un preu d'uns 60 milions d'euros.

## Sistema de pagament
Es preveu que es deixin de fer servir les targetes amb banda magnètica i es comencin a fer servir targetes amb xip sense contacte (tecnologia contactless) i també mitjançant una aplicació mòbil disponible per a telèfons intel·ligents. La intenció és que l'usuari només hagi d'ensenyar el telèfon o la targeta a l'inici i final del recorregut i no durant tots els transbordaments intermedis.

## Nou sistema tarifari
La Generalitat va publicar un segon concurs públic, licitat en 423.500 euros, per dissenyar el millor sistema tarifari per a la T-mobilitat, amb la premissa que ha de funcionar per a tot Catalunya. El secretari d'infraestructures i mobilitat de la Generalitat, Ricard Font, va comentar que “Hem encarregat aquest estudi per tenir clars els efectes econòmics per als usuaris i les administracions que viuran els canvis, i decidirem quin és el que convé més”. Entre les principals propostes hi ha mantenir un sistema de corones redimensionades o cobrar per quilòmetre, com ja es fa, per exemple, als Països Baixos.

## Polèmica
Diverses organitzacions polítiques s'han mostrat parcialment o totalment contràries al pla T-mobilitat. En el primer congrés de la Mesa Popular del Transport Públic, celebrat l'abril de 2015, una trentena de col·lectius es van reunir per posar en comú les seves propostes sobre el transport públic. Un dels punts analitzats va ser la T-Mobilitat, de la qual sintetitzen les següents necessitats:
1. Propietat i gestió pública
2. Que afavoreixi l'ús del transport públic
3. Transparent
4. Protecció de les dades personals

D'una manera més extensa, desenvolupaven els punts en un informe a part. Entre d'altres, van qüestionar la idoneïtat del moment pel deute acumulat, que fins al 2013, pujava a 542 milions d'euros. També es va argumentar que, en cas que no es compleixin les expectatives d'ingressos de SocMobilitat, l'AMT hauria d'assumir les pèrdues. Per una altra banda, es va criticar el projecte a nivell de privacitat.
L'Associació per a la Promoció del Transport Públic, que també va participar en la mesa, ja havia demanat que no s'heretés el sistema de zones actual però que tampoc s'adoptés un de quilomètric pur, que la concessionària fos majoritàriament pública i que les dades recollides fossin accessibles públicament seguint la filosofia Open Data.
Durant el 2015, StopPujadesTransport va reclamar que es publiqués el contracte, al qual només havien tingut accés parcialment. Després de publicar-se, va demanar també l'accés als annexos del contracte que no s'havien publicat. També va aixecar retrets el fet que el Govern de la Generalitat financés 58 milions d'euros de la concessió amb fons del pla contra la pobresa